# Apol·loni (bisbe)
Apol·loni va ser un escriptor cristià del que no es coneixen ni els pares ni el país. Es creu que va ser bisbe de la ciutat d'Efes i que hauria viscut cap a l'any 192.
Va escriure una obra on exposava els errors i el comportament de la secta cristiana dels catafrigis, de la que Eusebi de Cesarea n'ha conservat alguns fragments. Tertulià va defensar la secta dels montanistes contra aquest Apol·loni, i el llibre setè de la seva obra περὶ ἐκστάσεως el va dirigir especialment contra el bisbe.